# Imre Vagyóczki
Imre Vagyóczki (Budapest, 26 de julio de 1932-Budapest, 5 de marzo de 2023) fue un deportista húngaro que compitió en piragüismo en la modalidad de aguas tranquilas. Ganó una medalla de oro en el Campeonato Mundial de Piragüismo de 1954, en la prueba de K4 1000 m.

## Palmarés internacional
| Campeonato Mundial | Campeonato Mundial | Campeonato Mundial | Campeonato Mundial |
| Año                | Lugar              | Medalla            | Competición        |
| ------------------ | ------------------ | ------------------ | ------------------ |
| 1954               | Mâcon (Francia)    | Medalla de oro     | K4 1000 m          |